# SoundExchange
SoundExchange является некоммерческой организацией, которая собирает средства на авторские вознаграждения владельцам звукозаписывающих компаний и владельцам прав на распространение определённых композиций со спутниковых, интернет-радиостанций, кабельного телевидения, музыкальных каналов.
Часто интернет или спутниковые радиостанции получают прибыль от размещаемой ими рекламы или же требуют оплаты своего эфира от зарегистрированных клиентов, при этом музыканты и компании, которым принадлежат права на распространение музыки, ничего не получают. Если же все сделки по распространению произведений осуществлять через инфраструктуру SoundExchange, то пользователь или рекламодатель, который оплачивает услуги интернет-радиостанции, будет зарегистрирован на сервере SoundExchange, через который и будут осуществляться все финансовые транзакции.
Благодаря компании SoundExchange деньги, получаемые от интернет-трансляций композиций, перечисляются на счета соответствующих музыкантов.

## История
До 1995 года в Соединённых Штатах звукозаписывающие компании и авторы произведений были не вправе получать выплаты за публичное исполнение звукозаписей произведений. Закон об авторском праве цифрового тысячелетия 1998 года изменил это положение. Теперь закон Об авторском праве требует, чтобы пользователи оплачивали владельцам авторских прав деньги за публичное исполнение музыки посредством определённых видов цифровых передач. Для обеспечения всех форм веб-вещания будет выплачиваться авторское вознаграждение за проигранные записи музыки.
В 2003 году компания SoundExchange стала полностью независимой некоммерческой организацией. В апреле 2003 года SoundExchange установила льготный тариф для небольших веб-вещателей. Исполнительным директором SoundExchange тогда работал Джон Симсон.
В 2012 году SoundExchange сообщила, что она выплатила более $1 млрд авторского вознаграждения с момента её создания, и более чем $200 млн распределено в первом квартале 2012 года. К октябрю 2013 года SoundExchange распределила свыше $1,5 млрд в качестве авторских гонораров.
SoundExchange управляется Советом директоров, состоящим из равного числа представителей звукозаписывающих компаний и владельцев авторских прав. Совет состоит из 18 членов.
В 2007 году SoundExchange предложила небольшим онлайновым радиовещательным компаниям выплачивать авторские вознаграждения за транслирование музыки до 2010 года по пониженным ставкам. Радиостанции отклонили это предложение. В дальнейшем организация предложила тем вещателям, чей годовой валовой доход не превышает 1,25 миллиарда долларов США, и тем, кто имеет определённую слушательскую аудиторию, платить вознаграждение в размере 10—12 % годовой выручки. Радиостанции отклонили и эти предложения по щадящим выплатам, обосновывая это следующим: радиовещатели считают, что при определении ставок вознаграждений SoundExchange должна следовать стандартам американского Управления по делам малого бизнеса, согласно которым радиостанция попадает в разряд маленьких, если получает доход в размере менее 6 миллиардов долларов в год. Кроме того, предложение от компании SoundExchange распространялось только на музыкальные записи, права на которые принадлежат членам RIAA. Это 20000 артистов и 3500 звукозаписывающих компаний. Однако многие интернет-радио транслируют в основном музыку независимых артистов, чьи интересы RIAA не представляет. Это означает, что радиостанции должны выплачивать им авторские отчисления в соответствии с новыми завышенными ставками.

## Примечание
1. ↑  Nonprofit Explorer: Research Tax-Exempt Organizations
2. ↑  17 U.S.C. § 114(g)(2)(A)
3. ↑  Архивированная копия. Дата обращения: 3 марта 2016. Архивировано из оригинала 6 октября 2011 года.
4. ↑  Christopher Stern. Online Music Fees Ordered; Radio Stations Must Pay to Broadcast Songs Over Internet. Washington Post (9 декабря 2000). Дата обращения: 11 февраля 2014. Архивировано из оригинала 28 марта 2015 года.
5. ↑  Justin Oppelaar. SoundExchange inks deal on satcast rates. Daily Variety (20 марта 2003). Дата обращения: 11 февраля 2014. Архивировано из оригинала 28 марта 2015 года.
6. ↑  Justin Oppelaar. Making Cents of net: RIAA, Webcasters OK pact on royalty rates. Daily Variety (4 апреля 2003). Дата обращения: 11 февраля 2014. Архивировано из оригинала 28 марта 2015 года.
7. ↑  STEVE INSKEEP. Profile: SoundExchange tracks royalty payments for music artists. NPR Morning Edition (29 декабря 2004). Дата обращения: 11 февраля 2014. Архивировано из оригинала 28 марта 2015 года.
8. ↑  SoundExchange Announces $1 Billion Paid to Artists and Labels. Information Technology Newsweekly (3 июля 2012). Дата обращения: 11 февраля 2014. Архивировано из оригинала 28 марта 2015 года.
9. ↑  SoundExchange Announces $204.4 Million in Digital Royalties Paid since Beginning of 2012 to Artists and Labels. Electronics Newsweekly (5 сентября 2012). Дата обращения: 11 февраля 2014. Архивировано из оригинала 28 марта 2015 года.
10. ↑  SoundExchange Celebrates 10 Years in Digital Music Industry. Entertainment Close-up (8 октября 2013). Дата обращения: 11 февраля 2014. Архивировано из оригинала 28 марта 2015 года.
11. 1 2  Notice of Designation As Collective Under Statutory License filed with the Licensing Division of the Copyright Office. Дата обращения: 16 октября 2008. Архивировано из оригинала 30 октября 2008 года.
12. ↑  http://www.soundexchange.com/faq.html#a9 Архивировано 25 июня 2007 года. - SoundExchange’s FAQ
13. ↑  Rusty Hodge. The ongoing debate over SoundExchange's independence from the RIAA (2 августа 2007). Дата обращения: 17 августа 2007. Архивировано 28 сентября 2007 года.
14. ↑  Music Industry Leaders Join SoundExchange Board of Directors. Дата обращения: 13 июля 2012. Архивировано из оригинала 27 июля 2012 года.